# Mazeppa (film, 1909)
Pour les articles homonymes, voir Mazeppa.
Mazeppa est un court-métrage muet russe de Vassili Gontcharov, sorti en 1909, d'après le poème de Pouchkine (Poltava) et le livret d'opéra éponyme de Tchaïkovski.

## Synopsis
L'hetman Mazeppa demande la main de Marie, la fille de Kotchoubeï, qui la lui refuse. Marie, refusant d'obéir à son père, s'enfuit avec Mazeppa. Kotchoubeï le dénonce au tzar, mais celui-ci ne prend pas en compte sa demande et délivre Mazeppa. Il décide en plus d'emprisonner Kotchoubeï. Le film se termine avec la mère de Marie qui demande à sa fille de sauver son père.

## Distribution
- Vassili Stepanov : Kotchoubeï
- Andrej Gromov : Mazeppa
- Raïssa Reisen : Marie
- Antonina Pojarskaïa : la mère de Marie

## Historique
Ce film muet fut le deuxième film produit par la Société A. Khanjonkoff et Compagnie fondée par Alexandre Khanjonkov, après La Chanson du marchand Kalachnikov. Il sortit sur les écrans le 6 novembre (27 octobre, selon l'ancien style) 1909, mais ne fut pas un succès commercial. Ce film s'est conservé jusqu'à nos jours.
Le film muet de Piotr Tchardynine sur le même sujet, sorti en 1914, est tiré de sources différentes, notamment du poème polonais de Juliusz Slowacki.

## Fiche technique
- Titre : Mazeppa
- Réalisation : Vassili Gontcharov
- Production : Alexandre Khanjonkov
- Scénario : Vassili Gontcharov
- Photographie : Vladimir Siversen
- Distribution et production : Alexandre Khanjonkov
- Genre : drame
- Format : noir et blanc
- Durée : 10 minutes
- Pays : Empire russe